# 约瑟夫·克洛伊姆施泰因
约瑟夫·克洛伊姆施泰因（德語：Josef Kloimstein，1929年11月1日—2012年11月15日），奥地利男子赛艇运动员。他曾代表奥地利参加1956年、1960年和1964年夏季奥林匹克运动会赛艇比赛，获得一枚银牌和一枚铜牌。